# Crasville-la-Rocquefort

Crasville-la-Rocquefort este o comună în departamentul Seine-Maritime, Franța. În 1 ianuarie 2022 avea o populație de 207 de locuitori.